# HLTV
HLTV.org由丹麦人Rosenchef和Nomad在2002年创造，使得让使用半条命引擎的游戏比赛可以更广泛的利用Half-Life-TV（现称为GOTV）技术在互联网上进行广播和转播，目前最多观众数量纪录是在CPL2004年比赛上的一场比赛，同时有39500人观看。
目前HLTV主要提供反恐精英的相关信息
当地时间2020年2月28日被Better Collective收购

## 主要贡献
观看反恐精英相关赛事：HLTV是世界领先的反恐精英报道网站——包括赛事信息、战队信息、比赛信息等
Rating评级系统：Rating 2.0于2016年首次实施，并于2017年6月14日正式推出。至今反恐精英的大部分赛事，对战平台使用Rating 2.0系统
反恐精英战队排名：2015 年 10 月推出，基于积分排名
反恐精英职业选手年度TOP20：在每年年底根据选手全年的表现评选
MVP/EVP：通常在反恐精英比赛结束后颁发给最有贡献的两名选手